# Gonçalo Velho Cabral
Gonçalo Velho Cabral (1390?- 1460?) fou un explorador portuguès, navegant de la casa de l'infant Enric el Navegant i cavaller de l'Orde de Crist.
A les ordres d'Enric el Navegant descobrí el 1431 els illots de les Formigas, en un viatge destinat a localitzar les illes albirades pel pilot portuguès Diogo de Silves el 1427, i en prendria possessió en nom del rei de Portugal. Posteriorment, el 1432 començaria la conquesta de les Açores, establint-se a les illes de Santa Maria i São Miguel. Fou el primer capità donatari de Santa Maria i Saõ Miguel, on va introduir els animals domèstics. Amb tot el poblament sistemàtic de les illes amb colons procedents del continent no començà fins uns anys més tard, primer a Santa Maria, el 1439, i posteriorment a São Miguel, el 1444.
El 3 d'abril de 1443 el rei Alfons V de Portugal, a petició de l'Infant, li atorgà el privilegi, per cinc anys, com a Comendador de les illes Açores i dels seus habitants, eximint-los del pagament de delmes i peatges de totes les coses que portessin de les illes cap al regne.
El pare Gaspar Frutuoso, cronista de l'illa de São Miguel durant la segona meitat del segle xvi, li atribuí el descobriment de les illes de les Açores, però la historiografia moderna considera que sols descobrí el grup Oriental.